# Do it yourself
Do it yourself (DIY) (česky doslova „Udělej si sám“) je druh kultury, ve které si člověk sám, tzn. bez profesionální podpory, zhotoví užitečný výrobek, který slouží jemu nebo ostatním lidem.

## Historie a důvody
Praktiky DIY byly lidstvu známy odpradávna. Zpočátku to byl převládající způsob vylepšování si životní úrovně a pohodlí lidí. Teprve během starověku se rozšířila řemesla a řemeslníci – specialisté. V průběhu středověku, novověku a především díky průmyslové revoluci si lidé v rozvinutých kulturách, především v Evropě a v Severní Americe, zvykli výrobky a služby spíše kupovat než vyrábět a zajišťovat sami.
Moderní kultura DIY se začala rozšiřovat v 50. letech v západní Evropě a Severní Americe, v 60. letech i mezi studenty vysokých škol jako forma protestu proti estetické úrovni některých průmyslově vyráběných výrobků, především oblečení. Byla to také ale forma politického protestu proti konzumnímu způsobu života a proti praktikám některých mezinárodních korporací – Coca-Cola (nekalé obchodní praktiky včetně podezření z několika vražd), Nike (dětská práce). Jedním z hesel hnutí Udělej si sám je "Mysli globálně, jednej lokálně".[zdroj⁠?!] Autorství tohoto protiglobalizačního hesla  je připisováno Jacquesi Ellulovi.

## Ve východní Evropě
Ve východní Evropě kvůli panujícím totalitním společenským režimům měl tento jev dosti odlišnou podobu v tom smyslu, že:
- napomáhal zvyšovat relativně nízkou životní úroveň obyvatelstva vlastní výrobou některých druhů nedostatkového zboží, které nebylo na trhu běžně dostupné
- byl i jistou formou relaxace, seberealizace a úniku od všední reality, což se projevovalo zejména v oblasti chataření, chalupaření, zahrádkářství, trampingu, turistiky apod.
- v oblasti kultury se projevoval zejména v samizdatovém vydávání tiskovin, amatérském nahrávání audiovizuálních děl, v amatérské hudební tvorbě a reprodukci atd.

Tvorba typu "z nouze ctnost" byla vládní nomenklaturou podporována, tolerována i trestána vězením.

## Nejčastější oblasti využití
- výroba módních doplňků, sítotisk
  - Beadweaving
- vylepšování exteriérů/interiérů domů, bytů
- amatérské hudební skupiny, freetekno, punk, folk
- amatérské magazíny, blogy
- svobodný software
- svobodný hardware
- tuning aut
- vylepšování a stavba PC z nakoupených komponentů (PC tuning), casemodding
- jídlo a pití: OpenCola, Vores Øl
- 3D tisk
- komunitní rádio
- Wikipedie a další projekty Nadace Wikimedia
- OpenStreetMap